# 山本早織
山本 早織（やまもと さおり、1985年11月16日 - ）は、日本の実業家、恋愛コンサルタント、YouTuber、元女優、元グラビアアイドル。
株式会社Weave代表取締役社長。東京都葛飾区出身。

## 概要
16歳で芸能界デビュー。ヤングジャンプやマガジンなどの雑誌やドラマや舞台で活躍。デビュー当時は96cmのHカップだったが、2003年時点で現在の98cmのIカップとなった。
24歳で引退後、フラワーデザイナーとして独立し、スクールで恋愛アドバイスをしていたところ、生徒10名を結婚へ導いた。現在は結婚相談所事業と仲人BARを運営し、婚活男女を結婚へ導いている。
2021年（令和3年）3月31日現在、年間800回の恋愛コンサルを行う。選択理論心理学や、自身の体験、恋愛学など様々な角度から男女の関わり方を研究。日刊SPA！の連載コラムは最高60万アクセスを記録。TikTokはフォロワー3万7000人を突破する。

## 経歴
- 2001年（平成13年）　有楽町でスカウトされ、16歳で芸能界デビュー[5]。
- 2007年（平成19年）　ルノンプロモーションが6年で倒産[5]。
- 2008年（平成20年）　バックアッププロモーションに移籍[5]。
- 2011年（平成23年）　サッカー選手の河原和寿（当時愛媛FC在籍）と交際も、当時の事務所社長から別れを強要。追い詰められた山本は心のバランスを崩し、契約解消を申し出て休養、26歳で芸能界引退。その後、銀座のホステスでアルバイトを始める[5]。
- 2012年（平成24年）　フラワーアレンジメントの教室「FiorIAn」を開く。同年に河原と結婚し、翌年1月3日に挙式ものちに離婚[5]。
- 2013年（平成25年）2月10日　同事務所の社長から契約違反を理由に損害賠償請求の訴訟を起こされるが勝訴（2015年12月18日、最高裁上告を棄却）[5]。
- 2016年（平成28年）12月　恋愛コンサルタント「株式会社Thousand Light」を起業[5]。
- 2018年（平成30年）5月　実業家の男性と再婚[5]。
- 2020年（令和02年）2月　YouTubeチャンネル『恋の保健室 山本早織先生』を開設。
- 2021年（令和03年）株式会社Weave (株式会社Thousand Light より変更)代表取締役社長。「結婚相談所」「結婚相談所運営サポート」「イベント・セミナー」の事業を行う[9]。
- 2025年（令和07年）現在 エステ店の経営のほか、子ども教育の講師業も行っている[10]。

## 人物
- 3姉妹の長女で、愛犬家[5]。
- 好きな言葉は「一生懸命だと知恵がでる。中途半端だと愚痴がでる。いい加減だとイイワケばかり」[5]。
- 愛夫家、自身のインスタグラムで家族や夫を中心に書かれている。「結婚っていいかもと思ってもらいたい」と山本は説明している[5]。
- マスコミで紹介されるとき「結婚相談所婚活事業」「恋愛コラムニスト」と紹介されることが多い[5]。
- 結婚相談所にて1ヶ月内の交際率が99%、成婚平均活動日数が8ヶ月[5]。
- 自身の肩書キャッチフレーズは「結婚につながる恋のコンサルタント」をあげている[5]。

## 出演

### テレビドラマ
- 恋する!?キャバ嬢（テレビ東京）

### テレビバラエティ
- アメトーーク!（テレビ朝日）
- くりぃむナントカ（テレビ朝日）
- メデューサの瞳（テレビ東京）
- グラビアの美少女（MONDO21）
- 水着でストライク!グラドル・ボウリング（MONDO21）
- ツボ娘（TBSテレビ）
- それって!?実際どうなの課（日本テレビ、2022年11月23日）
- ザ・ノンフィクション「クズ芸人の生きる道」～５７歳 婚活始めます～（フジテレビ、2025年1月5日）[11]

### インターネット
- 夜遊びメールバトル水曜 （あっ!とおどろく放送局）

### 映画
- 退魔天使ビザールシューター（2004年公開、監督：濱田兄弟） - 伊福部沙良 役
- あさってDANCE（2005年12月公開、監督：本田隆一）- 寺山スエ 役
- URAHARA（2008年3月公開、監督：稲富勝）- 吉野美枝 役

### 舞台
- ピヴォ☆ガール フットサルFesta（2006年1月）
- 新・夏の魔球（2006年9月）
- メイド喫茶の神様（2007年4月13日 - 15日、楽屋プロジェクト、於：シアターVアカサカ）- 村上麻衣 役
- カイシャ（2008年6月18 - 22日、TEAM JAPAN SPEC.、於：赤坂RED/THEATER）- 笛木陶子 役
- 仙丹とエリクサー（2008年9月12 - 15日、劇団ビタミン大使ABC、於：新宿シアターサンモール）

### Vシネマ
- 退魔天使 ビザール・シューター 美少女戦士沙良見参!（ＧＰミュージアムソフト、2005年6月12日）
- Hazard Saga（2006年4月28日、ZENピクチャーズ）
- Hazard Angel Crimson（2006年5月12日、ZENピクチャーズ）
- Hazard Angel Darkness（2006年5月26日、ZENピクチャーズ）
- 巨大ヒロインMARIYA-降臨-（2006年6月9日、MPD ビーエムドットスリー事業グループ）
- 巨大ヒロインMARIYA-最臨-（2006年7月14日、MPD ビーエムドットスリー事業グループ）
- ホームレス少女～貧乏少女の恋～（2008年6月25日、ハピネット）

## 作品

### DVD
- Protea（2002年5月27日、ジーオーティ）
- Pure Smile（2003年5月20日、竹書房）
- ぴちぴちピーチ!（2003年8月21日、ラインコミュニケーションズ）
- Saory（2003年11月28日、オ-・ケイ出版社）
- ぷりぷりプリン!（2004年3月20日、ラインコミュニケーションズ）
- Saori no Tenshi in Seoul Q（2004年6月25日、オールエナジーレコード）
- Letter（2004年7月25日、ベガファクトリー）
- 妹・早織（2004年10月22日、集英社）
- VIVA ! そら。真っさお。（2004年11月25日、GPミュージアムソフト）
- 起きて。ワタシ（2005年2月25日、GPミュージアムソフト）
- AMUSE（2005年4月25日、GPミュージアムソフト）
- ぷりんアラモードBOX（2005年5月20日、ラインコミュニケーションズ）
- APPLE（2005年6月25日、フォーサイド・ドット・コム）
- さおり～た -Thank you 19-（2005年10月20日）
- やまも～ろ-Welcome 20-（2005年11月20日、ラインコミュニケーションズ）
- 織姫（2006年2月24日、ジェネオン エンタテインメント）
- BloomingBOX（2006年4月20日、ラインコミュニケーションズ）
- カワル・ワタシ（2006年6月28日、徳間ジャパンコミュニケーションズ）
- destiny（2006年7月31日、エイベックス・トラックス）
- a love song ～忘れないで～（2006年10月18日）
- はずかしい…。（2008年1月30日、タオ_オルスタックピクチャーズ）
- さおだけ（2008年4月28日、オルスタックソフト販売）
- さおりん（2008年8月22日、イーネット・フロンティア）
- さぷりん10（2011年12月21日、イーネット・フロンティア）

## ディスコグラフィー

### シングル
- 一瞬 ～トキ～（2004年3月20日）
- 恋する!?キャバ嬢トランス（2006年6月28日）
- BLUE ENERGY / トレゾア（2006年10月18日）

## 書籍

### 写真集
- 山本早織大作戦（2002年4月10日、ぶんか社）ISBN 978-6394050982
- SAORI（2003年3月20日、ぶんか社、撮影：小池伸一郎）ISBN 978-4-8211-2510-4
- Sun-Chu!（2004年3月27日、英知出版、撮影：田村浩章）ISBN 978-4754215767
- DELUSION（2006年2月13日、コスミック出版、撮影：西條彰仁）ISBN 978-4774706764

## 連載
現在
- 結婚につながる恋のはじめ方（SPA!、毎週木曜日掲載）
- 結婚につながる恋のコンサル（コクハク、隔週火曜日掲載）

過去
- ピンスポ ～山本早織の劇団訪問日記～（リアルスポーツ、毎週金曜日掲載）